# عبد الولي عبده حسن الجابري
عبد الولي عبده حسن الجابري برلماني يمني، عضو في مجلس النواب، عن الدورة البرلمانية 2003-2009 والكتلة البرلمانية للمستقلين عن الدائرة الانتخابية رقم (50) بمحافظة تعز.

## فترة المجلس
باتفاق عرف بأسم «إتفاق فبراير» تمددت فترة المجلس لمدة عامين، وبقيام ثورة الشباب اليمنية لم تُجرَ الانتخابات، وبحسب إتفاق المبادرة الخليجية تمددت لمدة عامين آخرين حتى 2013 .